# Koźle

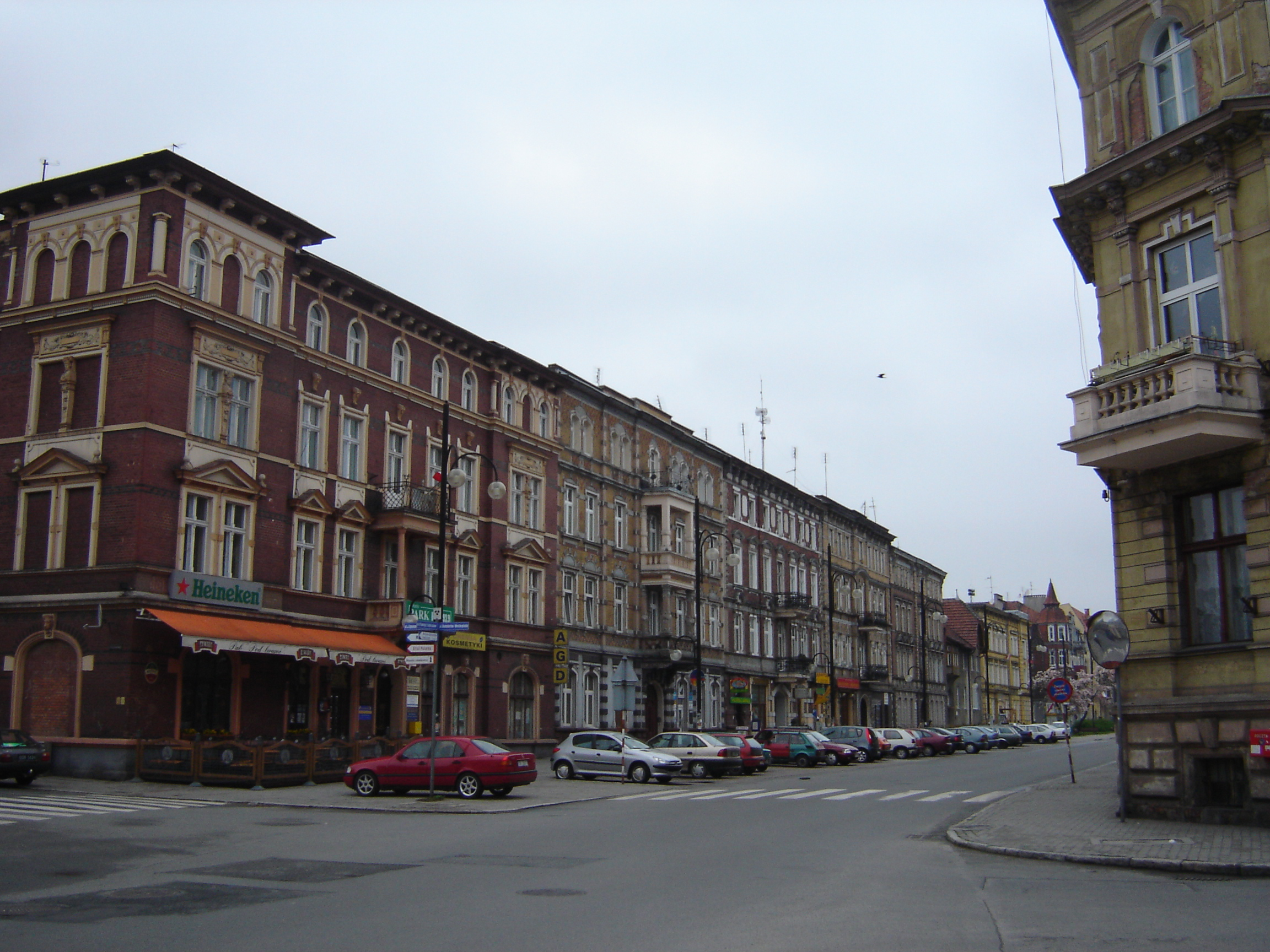
Gründerzeitgebäude im Zentrum von Cosel

Koźle (deutsch Cosel, auch Kosel) ist ein Stadtteil von Kędzierzyn-Koźle im Powiat Kędzierzyńsko-Kozielski der Woiwodschaft Opole in Polen. Die zuvor eigenständige Stadt verschmolz 1975 mit den am rechten Oderufer und der Klodnitz gelegenen Industriestädten Kędzierzyn, Kłodnica und Sławięcice zu einer Stadt mit dem Namen Kędzierzyn-Koźle. Von 1286 bis 1492 war Cosel Sitz des Herzogtums Cosel.

## Geographische Lage

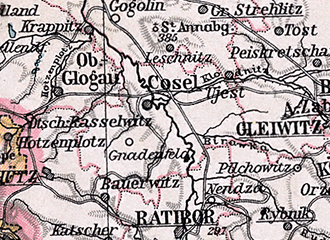
Cosel westlich von Gleiwitz auf einer Landkarte von 1905

Koźle liegt am linken Ufer der Oder gegenüber der Einmündung der Klodnitz etwa 35 Kilometer westlich von Gliwice (Gleiwitz).
Nachbarorte sind Januszkowice (Januschkowitz) im Norden, Kędzierzyn (Kandrzin) im Osten, Brzeżce (Brzezetz) und Kobelwitz im Südosten, Dembowa (Dębowa) im Süden, Reńska Wieś (Reinschdorf) im Südwesten, Większyce (Wiegschütz) im Westen und Komorno (1936–45 Altenwall) im Nordwesten.
Seit ältesten Zeiten bildete Cosel einen Kreuzungspunkt an der von Neisse nach Krakau führenden Handelsstraße und den von und nach Mähren führenden Straßenverbindungen. Ende des 18. Jahrhunderts war es Ausgangspunkt für den Klodnitzkanal und den späteren Gleiwitzer Kanal. Der geplante und nicht vollendete Oder-Donau-Kanal sollte die Oder bei Cosel mit der Donau in Wien verbinden.

## Geschichte

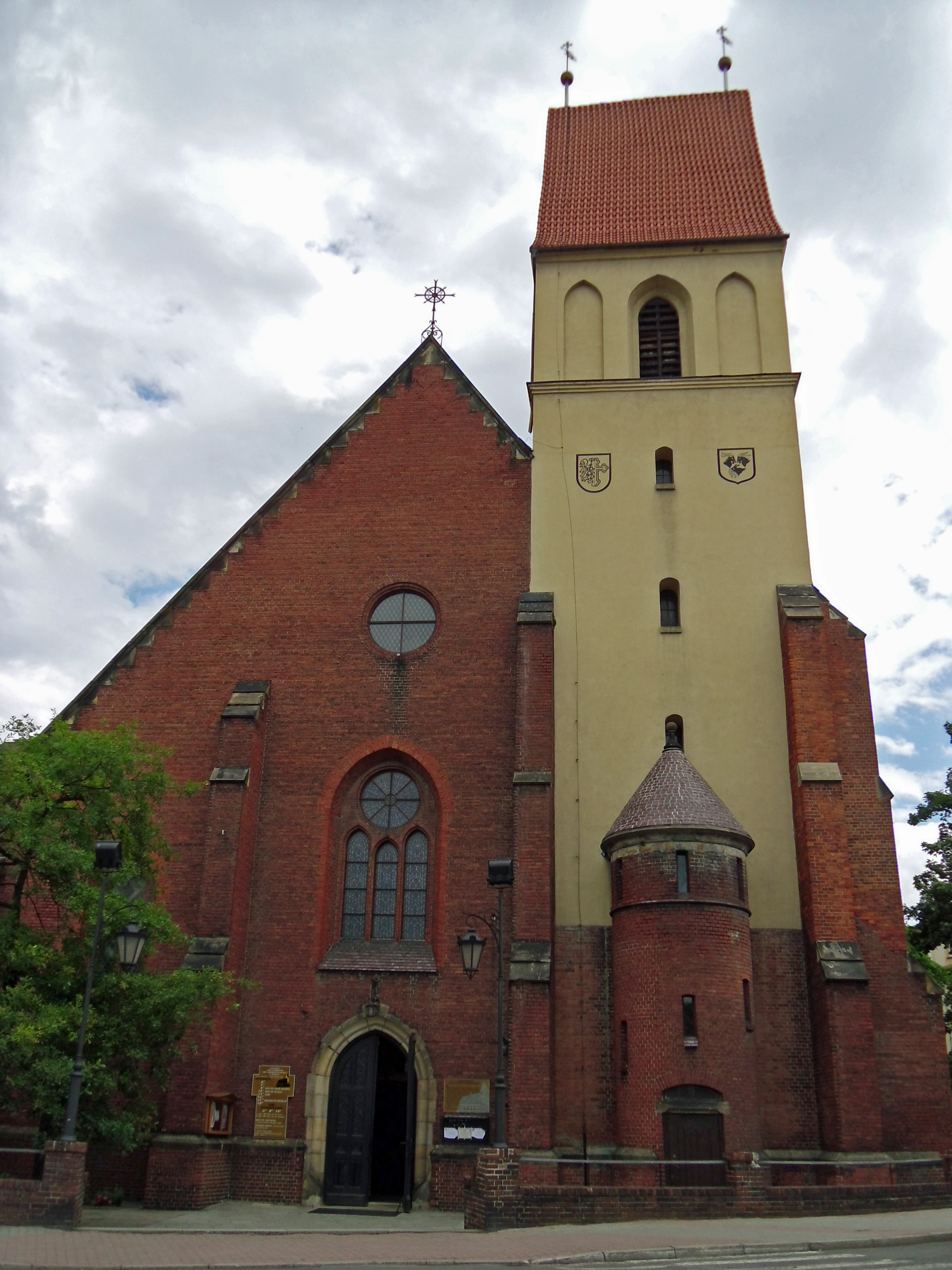
Pfarrkirche St. Sigismund, 1295 erstmals erwähnt

Die erste urkundliche Erwähnung der sicher älteren Grenzburg Cosel datiert auf das Jahr 1104, als es einem mährischen Heer unter Führung des Olmützer Fürsten Svatopluk II. nicht gelang, die piastische Burg Cosel einzunehmen. Allerdings wurde die Burg 1108 in den Grenzkriegen zwischen Polen und Mähren zerstört und 1133 auch die Stadt von den Mährern völlig verwüstet und niedergebrannt. Erst der 1137 abgeschlossene Pfingstfriede von Glatz beendete die böhmisch-polnischen Kriege und legte eine dauerhafte Grenzziehung fest. Da Cosel links der Zinna lag, fiel es an Polen und nach dessen Teilung 1138 an das Herzogtum Schlesien. Bereits 1155 war Cosel Sitz einer Kastellanei. Nach der Teilung des Herzogtums Schlesiens 1173 wurde Cosel Teil des Herzogtums Ratibor. Für das Jahr 1222 ist ein Kastellan belegt. 1229 bestätigte Papst Gregor IX. dem Abt von Tyniec den Zehnten von jenen Grundstücken in Cosel, die zur Burg Ratibor gehörten. 1239 wurden ein Kanoniker Hyvalo von Cosel und die Hof- bzw. Burgkapläne Johann und Albert in einer Czissek betreffenden Urkunde erwähnt.
Nach dem Tod des Oppelner Herzogs Mieszko II. bestätigte Papst Innozenz IV. 1253 dem Deutschen Orden dessen Anspruch auf die Burgen Ratibor, Cosel und Tost. Nach der Teilung des Herzogtums Ratibor-Oppeln 1281 erhielt Herzog Kasimir II. die Gebiete von Beuthen und Cosel. Er wandte sich schon zu Beginn seiner Regentschaft politisch Böhmen zu und huldigte als erster schlesischer Herzog bereits am 10. Januar 1289 in Prag freiwillig dem böhmischen König Wenzel II. Gleichzeitig übernahm er mit Zustimmung seiner Söhne sein Land als ein Lehen der Krone Böhmen an. Vermutlich bestand um diese Zeit bereits eine Pfarrkirche in Cosel. 1293 verlieh Kasimir II. Cosel das Neumarkter Recht und für das Jahr 1295 ist ein Pfarrer von Cosel überliefert. Noch zu Kasimirs II. Lebzeiten wurde 1306 die Stadtmauer erwähnt und sein zweitgeborener Sohn Wladislaus urkundete als Herzog von Cosel. 1323 soll die Marienkapelle an der Pfarrkirche errichtet worden sein und 1329 sind ein Vogt sowie Ratsherren belegt. 1342 bestätigte der Cosler Vogt Nikolaus von Sygin den Verkauf seiner Ratiborer Wassermühle. An dieser Urkunde, die sich vormals im Brünner Ständearchivs befand, hing das älteste bekannte Coseler Stadtsiegel.
Nach dem Tod des Herzogs Bolko von Beuthen und Cosel 1355 kam es zu einem Erbstreit um das an Böhmen heimgefallene Erbe. Das Herzogtum Cosel wurde am 10. Oktober 1355 durch ein Schiedsgericht unter Vorsitz des böhmischen Landesherrn Karl IV. dem Oelser Herzog Konrad I. zugesprochen, der mit einer Schwester des verstorbenen Herzogs Wladislaus verheiratet war.
Durch Feuerbrünste wurde Cosel 1417 und 1454 vollkommen zerstört. 1431 gründeten die Oelser Herzöge Konrad V. „der Kanthner“ und Konrad VII. „der alte Weiße“ außerhalb der Stadt Cosel das Minoritenkloster Cosel. 1477 übertrug der böhmische Gegenkönig Matthias von Ungarn, der sich u. a. Cosel angeeignet hatte, die Verwaltung von Cosel dem Oberlandeshauptmann Johann Bielik von Kornitz.
Im Jahre 1490 bestätigte König Wladislaus von Böhmen dem Puta von Riesenberg und Swihow das Lehen an Burg und Stadt Cosel, die 1509 Putas Sohn Wilhelm dem Oppelner Herzog Johann II. verkaufte. Dieser starb 1532 als letzter aus dem Oppelner Zweig der Schlesischen Piasten.

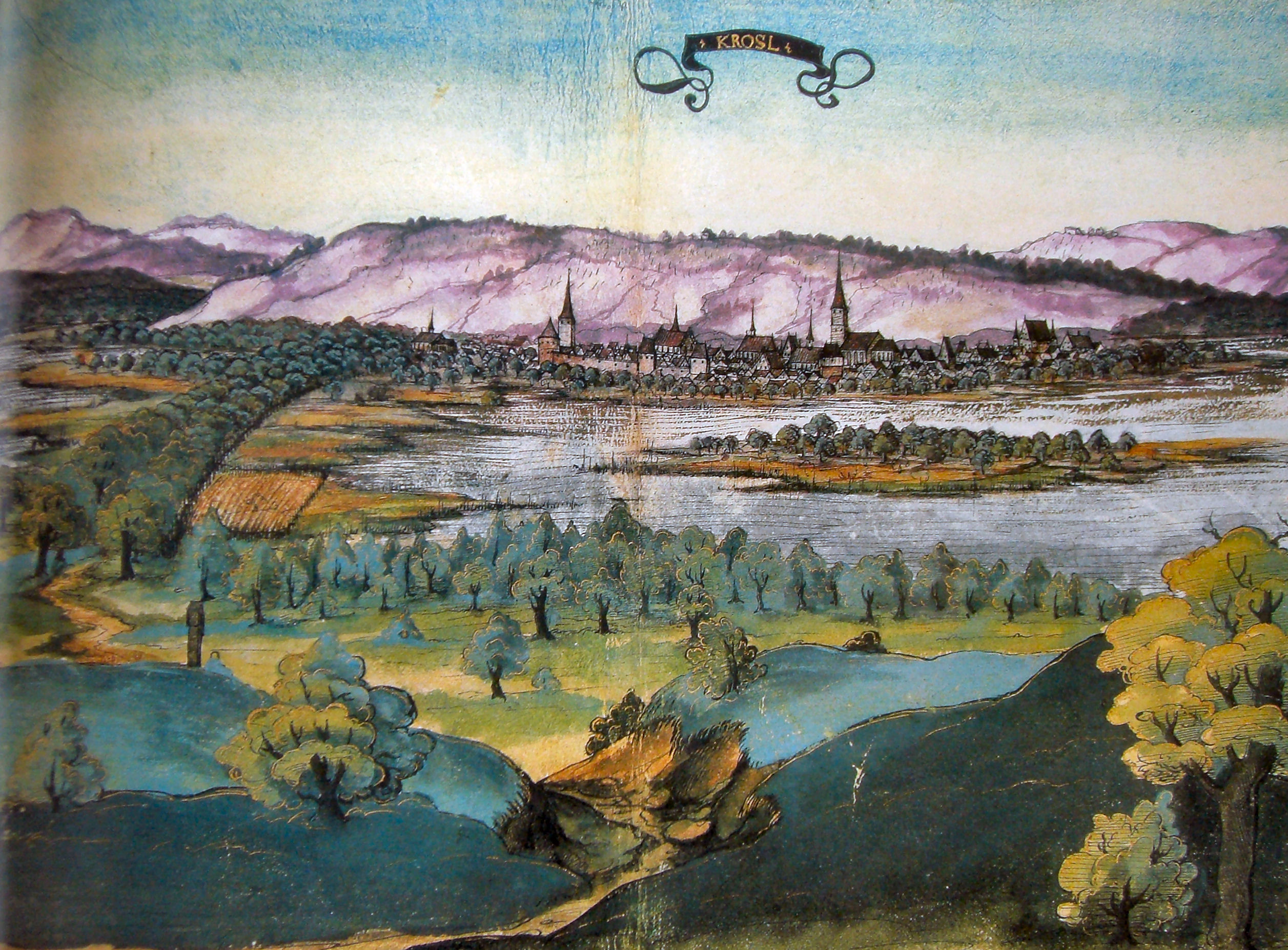
Cosel im Jahre 1536; in den Reisebildern des Pfalzgrafen Ottheinrich

Die Herrschaft Cosel, die damals neben der Stadt und der Burg aus 35 Dörfern bestand, fiel nun zusammen mit dem Herzogtum Oppeln wieder als erledigtes Lehen an die Krone Böhmen, die seit 1526 die Habsburger innehatten. Sie verpfändeten die heimgefallenen Gebiete 1532 an die Markgrafen von Brandenburg-Ansbach, denen 1551 weitere Pfandnehmer folgten.
1558 verpfändete Kaiser Ferdinand I. in seiner Eigenschaft als König von Böhmen die Herrschaft Cosel an den Kaiserlichen Rat Otto von Zedlitz auf Parchwitz, dem 1563 Johann Freiherr von Oppersdorf als Pfandinhaber folgte. Während dessen Herrschaft wurde die Pfarrkirche wiederaufgebaut und erweitert und die Burg zu einem Schloss umgebaut. 1617 erwarb Andreas Freiherr von Kochtizky die Herrschaft Cosel.
Im Dreißigjährigen Krieg eroberte Herzog Johann Ernst von Sachsen-Weimar Cosel mit der Dänischen Armee im Jahr 1626. Am 10. Juli 1627 kapitulierte die dänische Besatzung unter Oberst Joachim von Carpzov vor der Kaiserlichen Armee des Feldherren Wallenstein. Plünderungen und Seuchen dezimierten die Einwohnerzahl und beendeten damit die Blütezeit der Stadt. Von 1629 bis 1645 war die Herrschaft Cosel im Besitz der Böhmischen Kammer. 1642 eroberten die Schweden unter Lennart Torstensson Cosel und äscherten die Stadt völlig ein, nur Kirche und Schloss blieben erhalten. Von 1645 bis 1660 war Cosel Teil des böhmischen Erbfürstentums Oppeln-Ratibor. Von 1555 bis 1635 war es wiederum Kammergut.
Von 1735 bis 1737 stand Cosel unter Lehnsherrschaft der Grafen von Plettenberg.

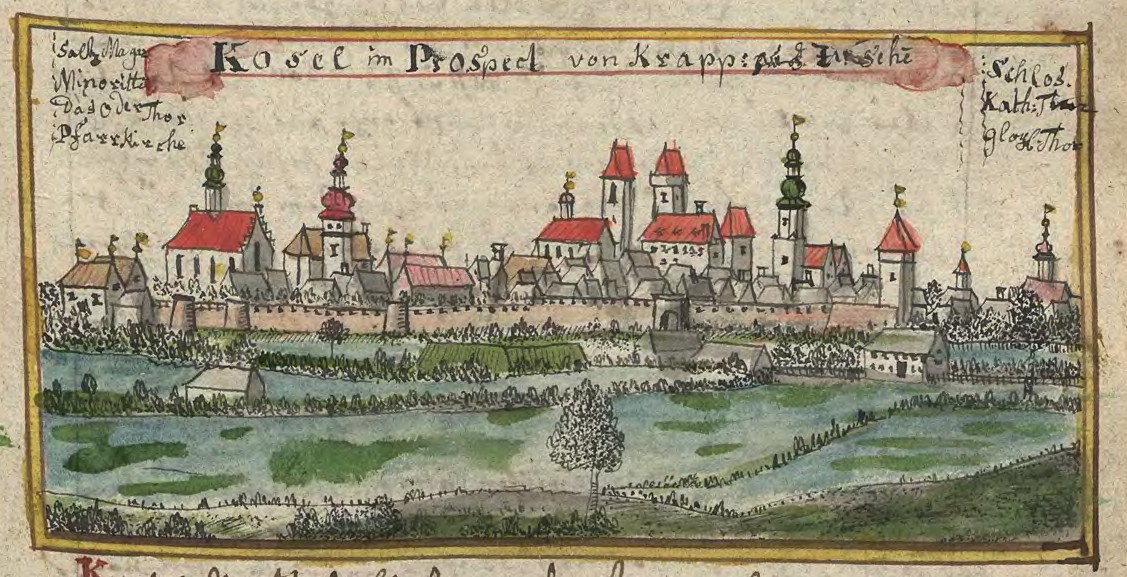
Kosel in der ersten Hälfte des 18. Jahrhunderts. Von Friedrich Bernhard Werner

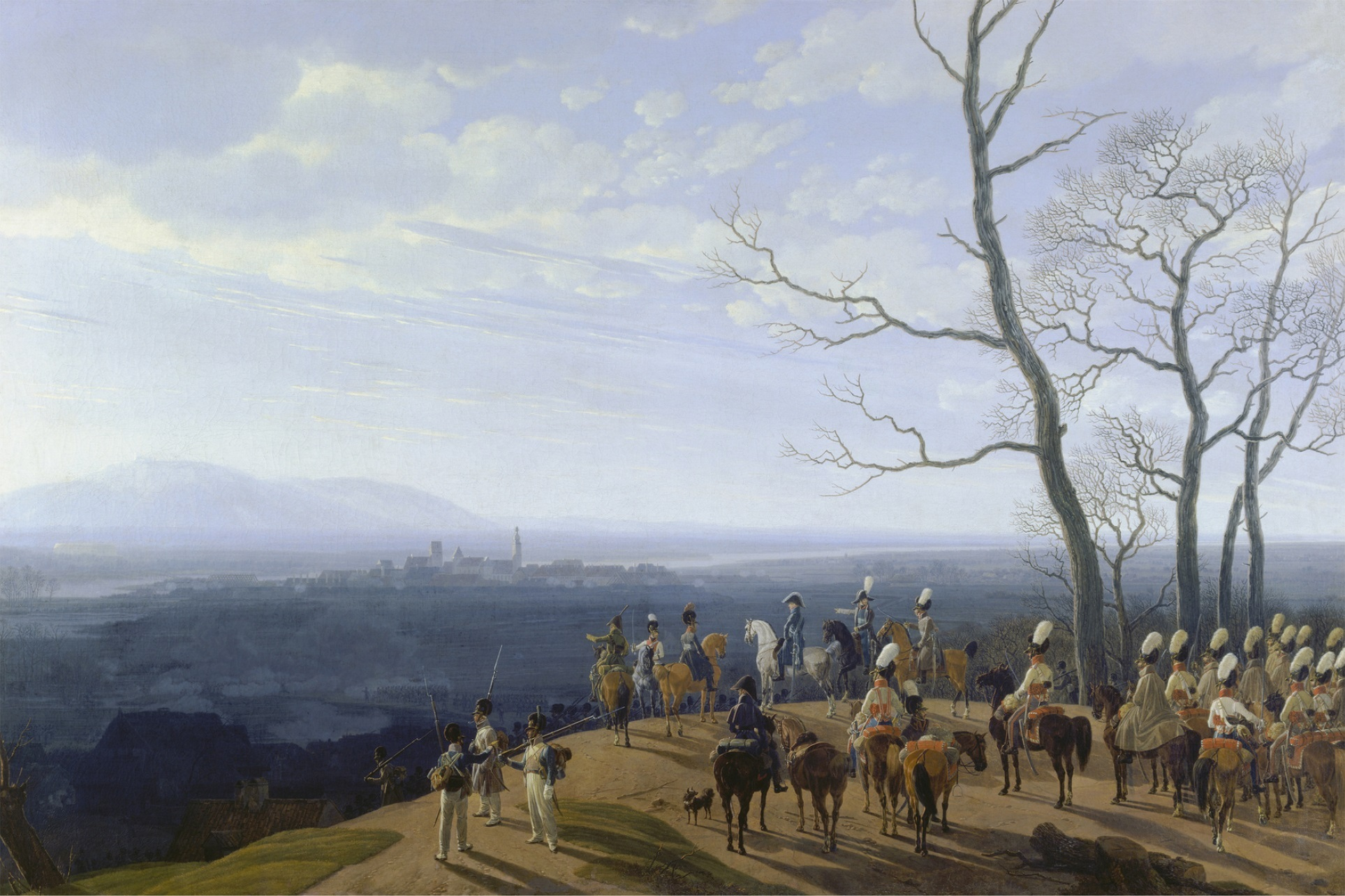
Wilhelm von Kobell: Belagerung von Cosel im Jahr 1807 (1808)

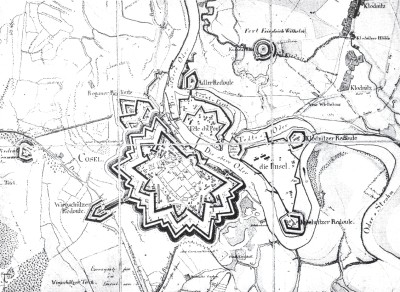
Plan der Befestigungsanlage von Cosel von 1851

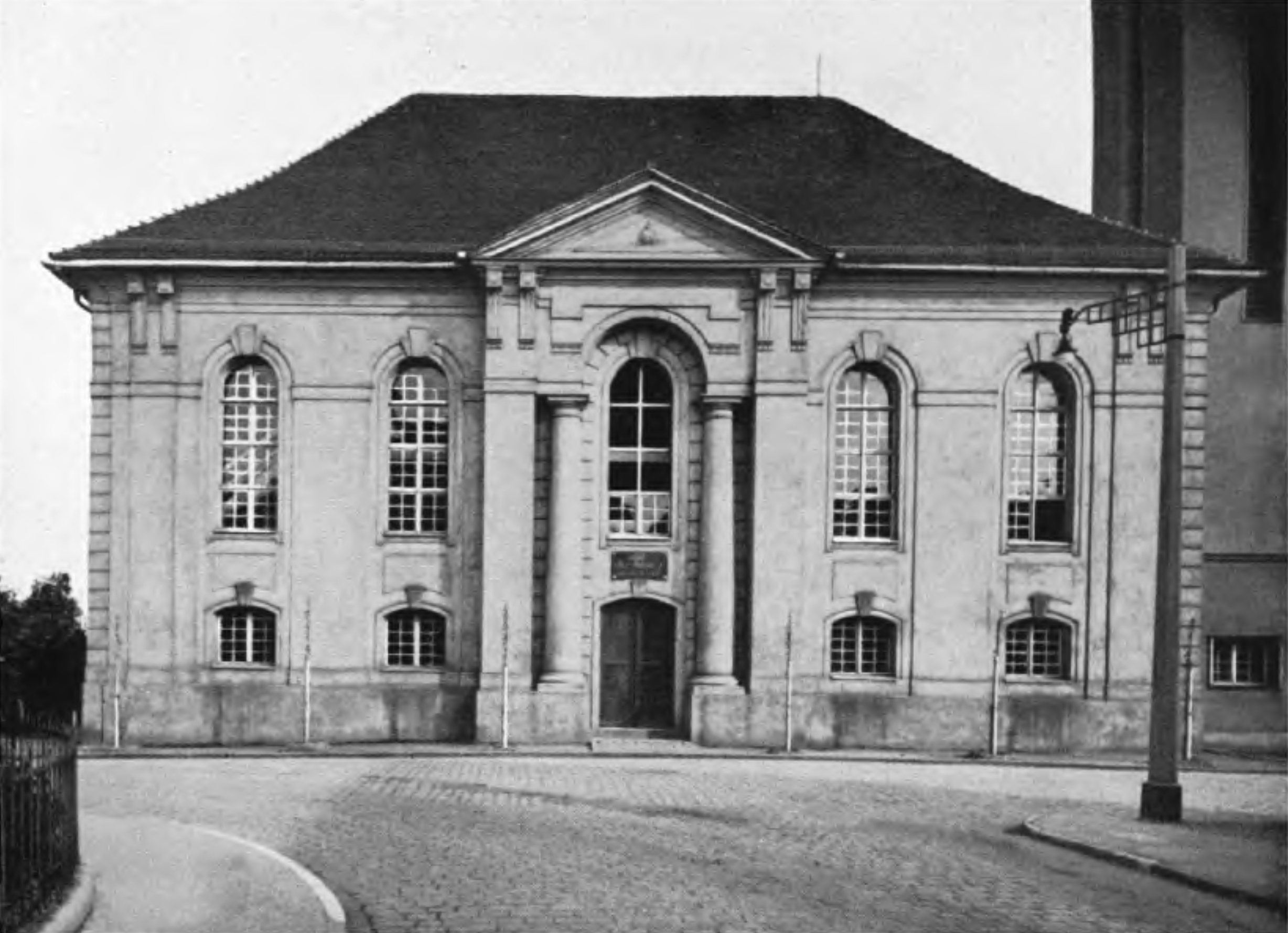
Ehemalige Garnisonskirche

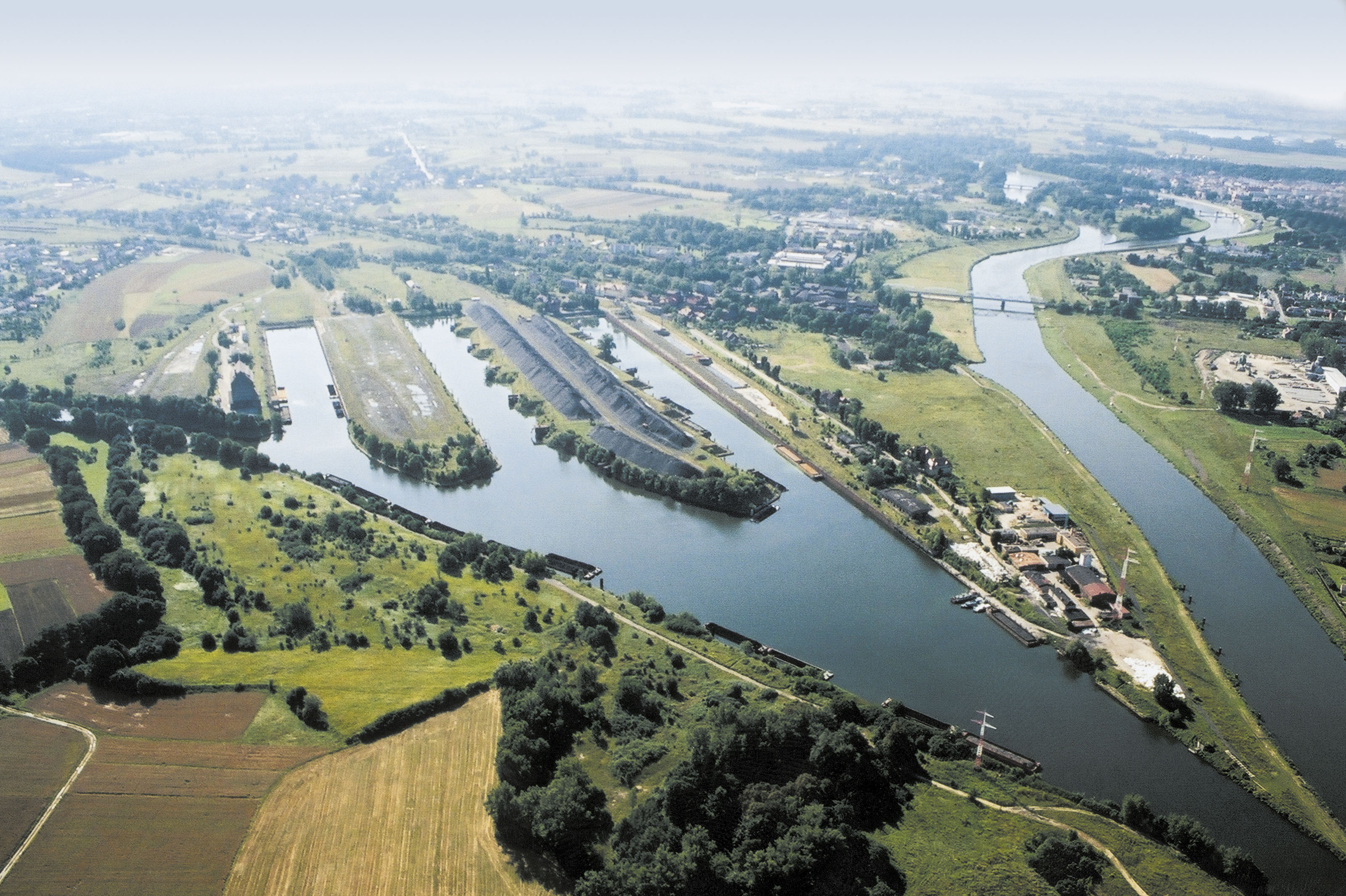
Coseler Hafenanlage am Klodnitzkanal

Im 18. Jahrhundert gehörte Cosel zur Steuerrätliche Inspektion in Neustadt O.S.
Im Ersten Schlesischen Krieg besetzte 1741 die Preußische Armee Friedrichs II. des Regiments la Motte Stadt und Festung Cosel und nahmen hier Winterquartier. 1742 fiel Cosel mit dem größten Teil Schlesiens an Preußen. General Heinrich Karl von der Marwitz nahm 1743 im Namen des Königs den Huldigungseid der Oberschlesier zu Neisse entgegen. Unter den Deputierten befanden sich der Coseler Bürgermeister Anton Peisker und zwei weitere Coseler Abgeordnete. 1744 legte Generalmajor Gerhard Cornelius von Walrave Friedrich II. den Befestigungsentwurf für Cosel vor, der vom König genehmigt wurde. Durch Verrat fiel 1745 die nur teilbefestigte, schlecht ausgerüstete Festung Cosel den Kaiserlichen Panduren in die Hände. 1746 eroberte die Preußische Armee unter Generalleutnant Ernst Christoph von Nassau Cosel zurück. Während der Beschießung wurde die Stadt bis auf die Pfarrkirche, das Schloss und 16 Bürgerhäuser niedergebrannt. Der Kaiserliche General Ernst Gideon von Laudon belagerte 1760 vergeblich Cosel, sein Hauptquartier lag in Krzanowitz. Friedrich der Große besuchte im Jahr 1784 zum letzten Male Cosel.
Im Vierten Koalitionskrieg während des Schlesischen Feldzuges belagerten französische Truppen und die Bayerische Armee unter General Bernhard Erasmus von Deroy Cosel ab Januar 1807. Am 22. Januar 1807 lehnte der Festungskommandant Oberst David von Neumann die Übergabe der Festung ab. Unter seinem Nachfolger Oberst Ludwig Wilhelm von Puttkamer wurde die Festung weiter erfolgreich bis zum Frieden von Tilsit am 9. Juli 1807 verteidigt. Nach der Neugliederung Preußens war Cosel ab 1816 Sitz des Landkreises Cosel im Regierungsbezirk Oppeln. Im Deutschen Krieg wurde 1866 die Festung Cosel zum letzten Male kriegsbereit gemacht. 1864 wurden in der Folge der am 18. April stattgefundenen Erstürmung der Düppeler Schanzen gegen 500 gefangene Dänen hierher verlegt. Ein Reichsgesetz von 1873 hob die Coseler Festung auf. Durch Schleifung der Umwallung konnte sich die Stadt ausbreiten und wirtschaftlich entwickeln.
Von 1891 bis 1908 wurde der Coseler Oderhafen im Anschluss an den friderizianischen Klodnitzkanal, der vor dem Ersten Weltkrieg größeres Verkehrsaufkommen als die Binnenhäfen in Stettin und Ludwigshafen aufwies, ausgebaut.
Am Anfang des 20. Jahrhunderts hatte Cosel eine evangelische Kirche, eine katholische Kirche, eine Synagoge, ein altes Schloss, ein Progymnasium, eine Oberförsterei, ein Landgestüt, einen Hafen, eine Zellulosefabrik (Feldmühle, 1200 Werktätige), Sägewerke, Getreidemühlen, eine Mälzerei, eine Petroleum-Raffinerie, Ziegeleien, bedeutende Schifffahrt und war Sitz des Amtsgerichts Cosel.

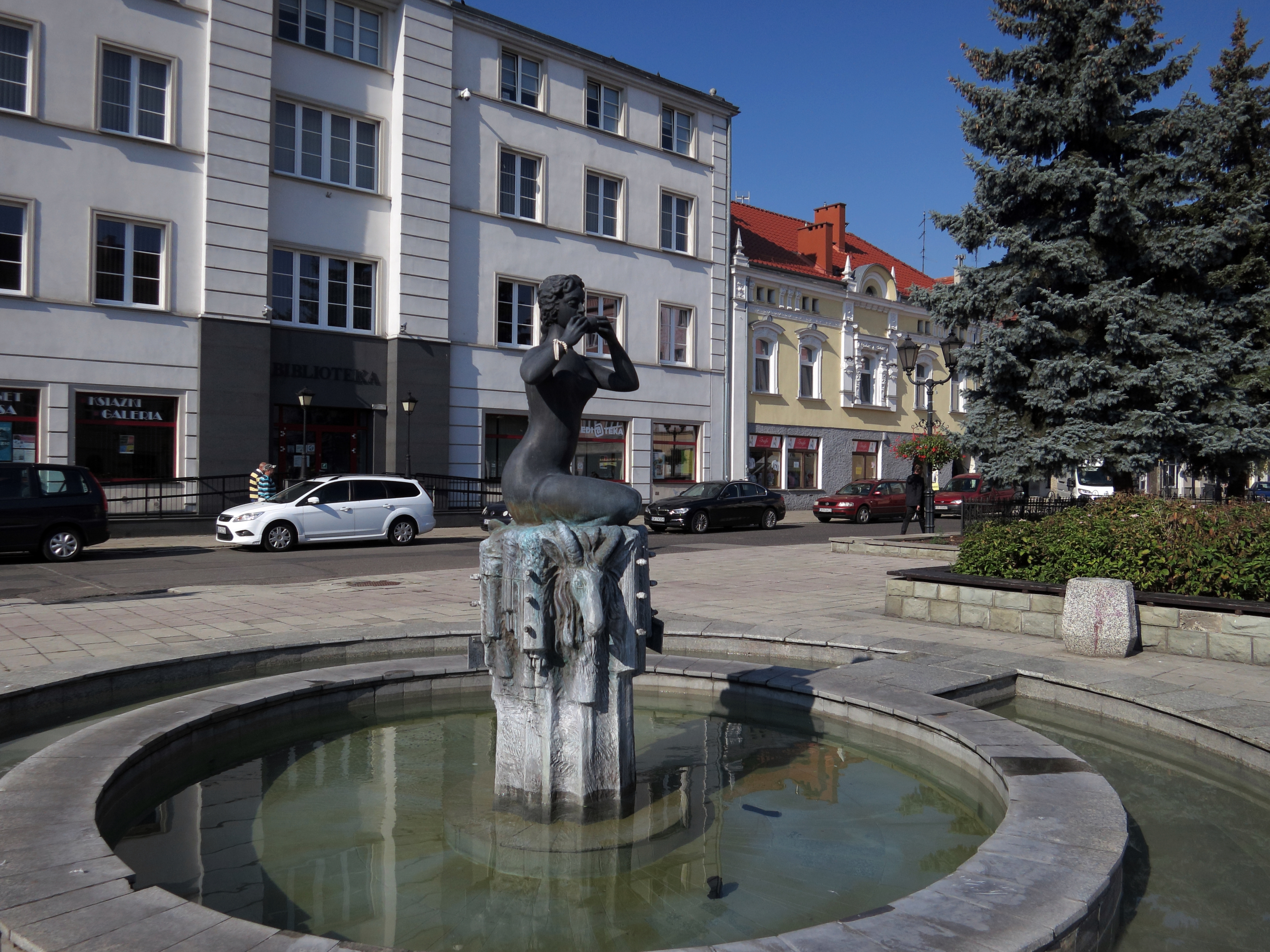
Springbrunnen am Coseler Ring
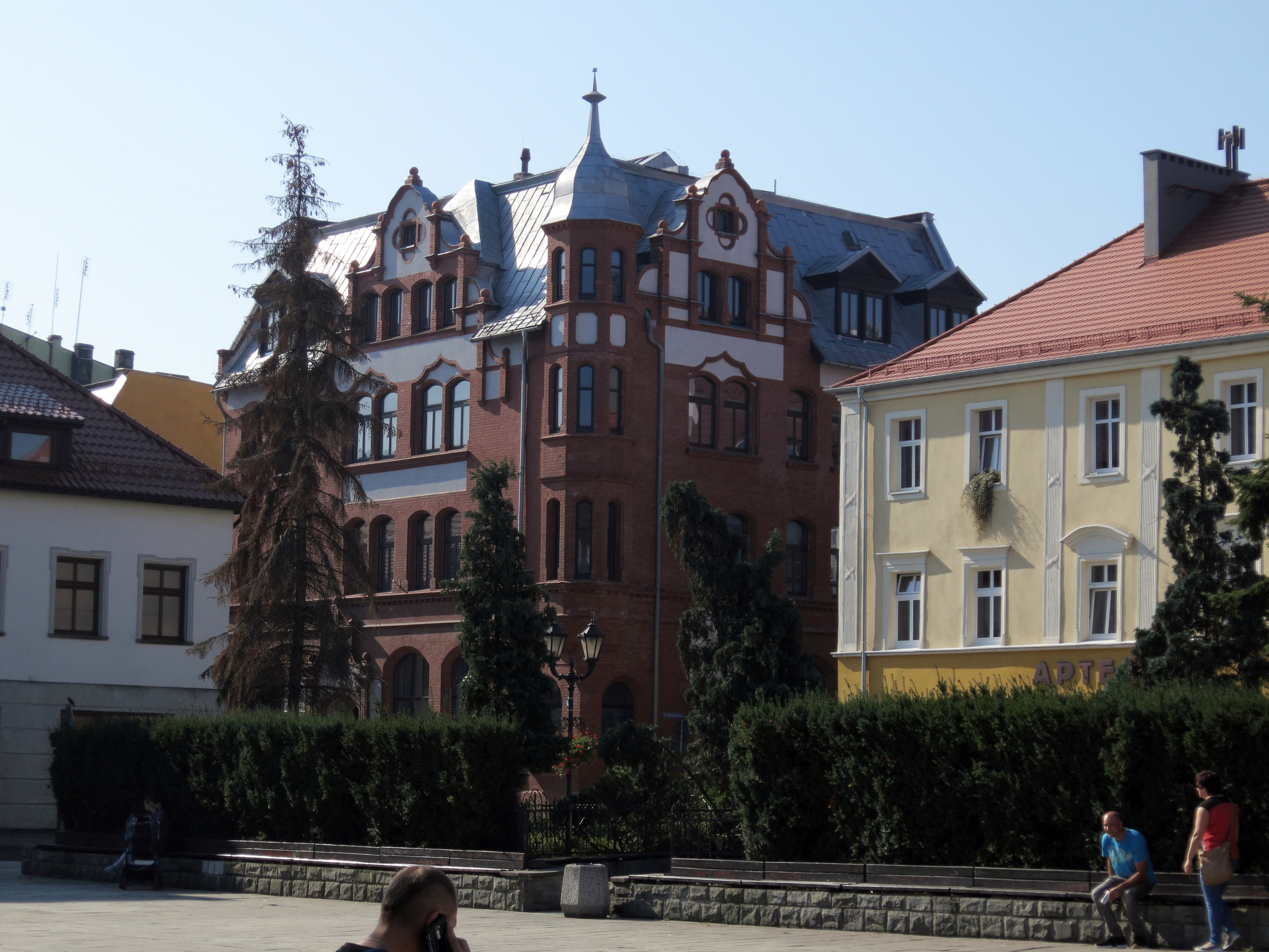
Häuser am Coseler Ring
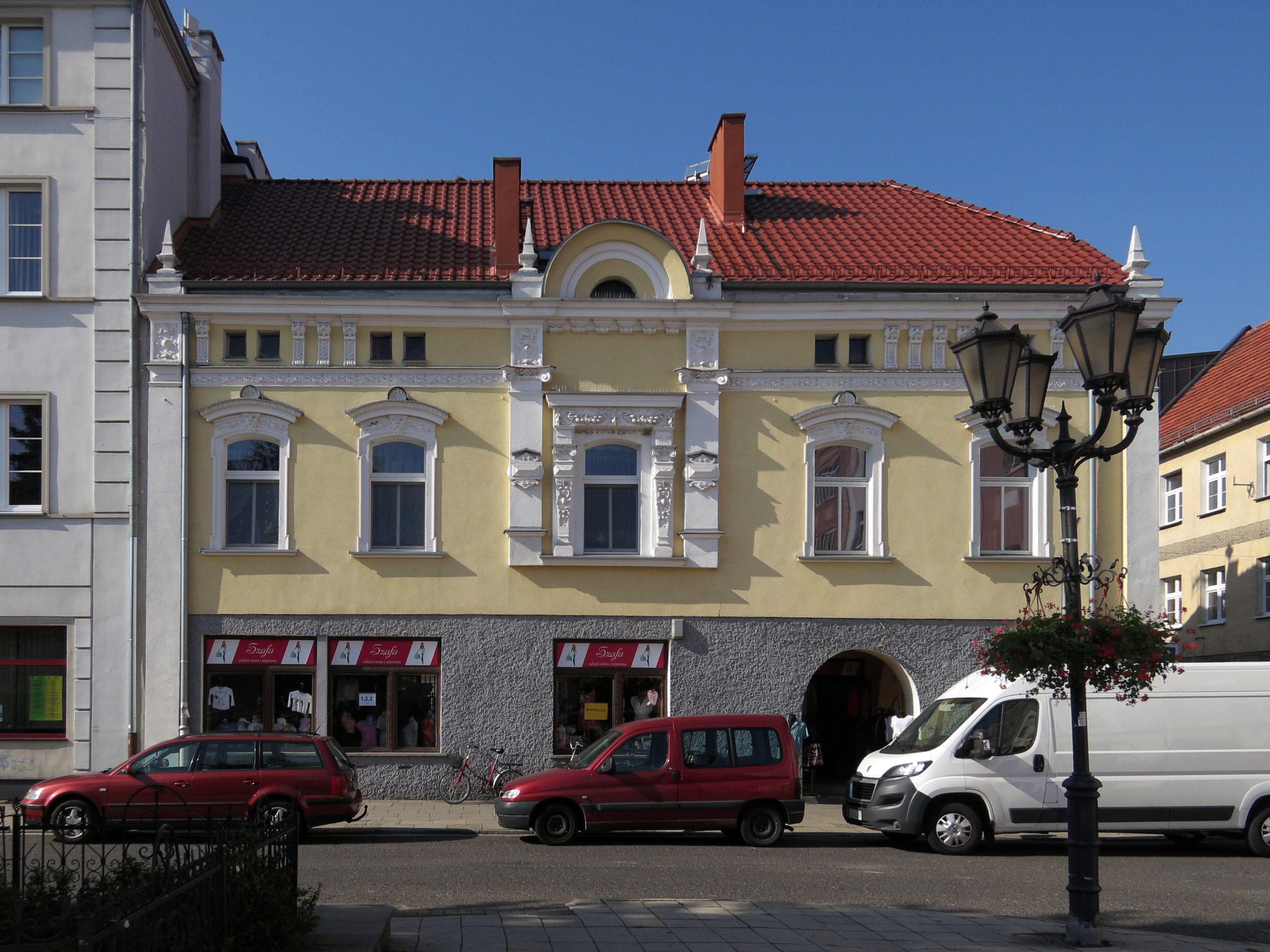
Hausfassade im Zentrum von Cosel

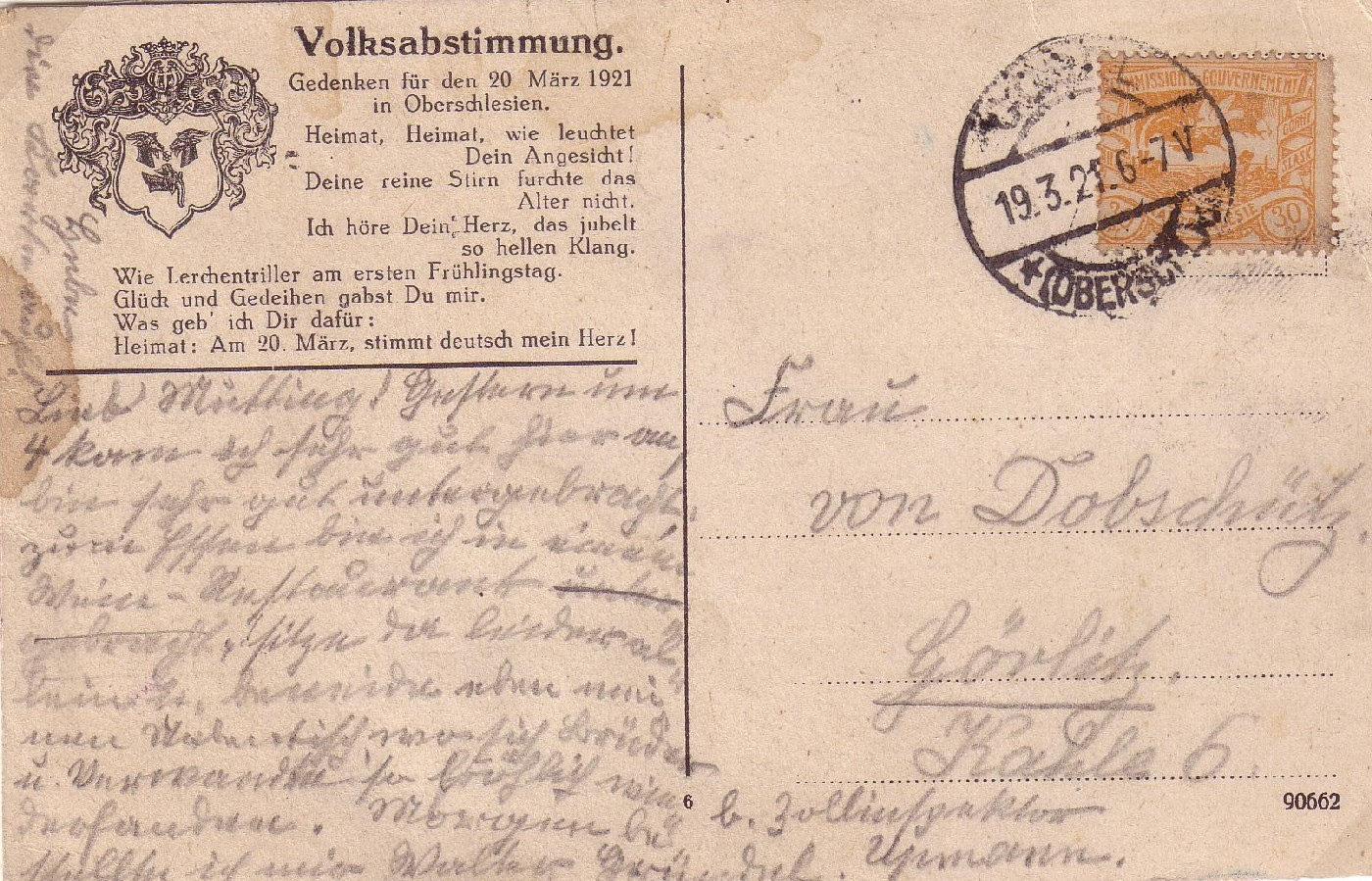
Postkarte aus Cosel zur Volksabstimmung

Am 20. März 1921 wurde die Volksabstimmung in Oberschlesien durchgeführt. Im Kreis Kosel, der zu knapp 77 % polnischsprachige Einwohner hatte, stimmten 75 % für Deutschland und 25 % für Polen. Vom 4. bis zum 6. Juni 1921 kam es im Rahmen des Dritten Schlesischen Aufstandes zu den „Umgehungskämpfen Slawentzitz-Cosel“ der Gruppe Süd des Selbstschutz Oberschlesien unter Generalleutnant a. D. Bernhard von Hülsen.
Von 1939 bis 1944 wurden viele jüdische Familien aus Cosel durch die Nationalsozialisten verschleppt; die letzten jüdischen Bürger von Cosel wurden vor ihrem Abtransport nach Auschwitz 1944 im Leichenkeller des jüdischen Friedhofes arrestiert.
In der Nähe von Cosel entstand ab 1940 eine große Anlage zur Kohleverflüssigung der Oberschlesische Hydrierwerke AG in Blechhammer sowie zeitgleich in Heydebreck O.S. das Hydrierwerk Heydebreck der IG Farben. Zu den Unternehmen gehörten die Arbeitslager Blechhammer. 1944 fanden mehrere Luftangriffe auf die Werke statt, die wichtigsten Anlagen blieben jedoch unzerstört und wurden nach dem Krieg von den Sowjets vollständig demontiert.
Gegen Ende des Zweiten Weltkriegs kam es vom 21. Januar bis zum 18. März 1945 zu Angriffen der Roten Armee auf den Brückenkopf Cosel. Am 21./22. Januar 1945 überschritten sowjetische Spitzengruppen nördlich Rogau die gefrorene Oder. Am 16. März kam es zum Durchbruch der Roten Armee in Langlieben in Richtung Gnadenfeld/Bauerwitz. In der Nacht vom 18. auf den 19. März wurden gegen zwei Uhr die Oderbrücken gesprengt, und die deutsche Kampfgruppe (344. Infanterie-Division, Generalmajor Koßmala) marschierte mit Verwundeten, Frauen und Kindern in Richtung Deutsch Rasselwitz. Hier fiel der Kampfgruppenkommandant und letzte Kommandant von Cosel, Major Werner.
Als Folge des Zweiten Weltkriegs fiel Cosel 1945 mit dem größten Teil Schlesiens an Polen. Nachfolgend wurde es in Koźle umbenannt. Die deutsche Bevölkerung wurde, soweit sie nicht schon vorher geflohen war, weitgehend vertrieben. Die neu angesiedelten Bewohner waren teilweise Zwangsumgesiedelte aus Ostpolen, das an die Sowjetunion gefallen war.

## Sehenswürdigkeiten

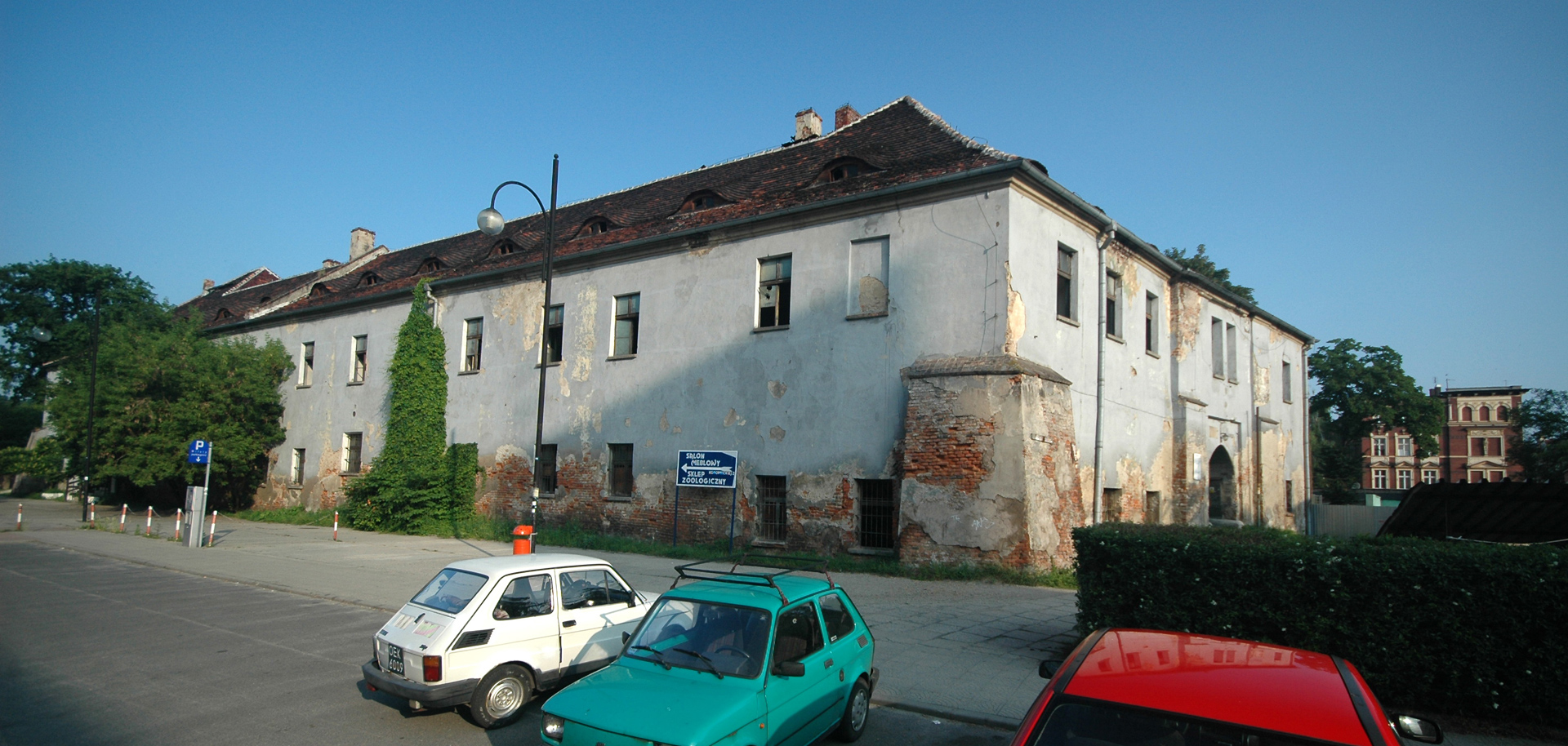
Schloss Cosel

- Pfarrkirche St. Sigismund, 1295 erstmals erwähnt. Während der Reformation wurde sie nicht benutzt und um 1570 von Johann von Oppersdorf wiedererrichtet und vergrößert. Bis zur Säkularisation 1810 übte die Johanniterkomturei Gröbnig das Kirchenpatronat aus. Der Hauptaltar wurde 1936 neu geschaffen. Er besteht aus acht Feldern aus versilbertem Kupfer mit Szenen aus dem Alten und dem Neuen Testament. Der Altar in der Marienkapelle enthält das um 1420 geschaffene gotische Gnadenbild der sogenannten Coseler Madonna. In der Krypta befinden sich Kupfersärge mit Angehörigen der Familie von Oppersdorf.
- Kirche Mariä Himmelfahrt, ursprünglich Klosterkirche des 1431 errichteten Franziskanerklosters, das während der Reformation untergegangen war. Die heutige barocke Kirche wurde um die Mitte des 18. Jahrhunderts errichtet.
- Rechteckiger Ring in der Altstadt von Cosel, umgeben von alten Bürgerhäusern aus dem 18. und 19. Jahrhundert im Stil des Barock und des Klassizismus. In der Mitte des Platzes befand sich bis 1945 das Rathaus der Stadt. An der westlichen Seite des Platzes steht ein Brunnen.
- Coseler Schloss, erstmals 1104 erwähnt. 1734 wurde die Anlage in eine Festung umgebaut. Heute befindet sich in dem Gebäude ein Museum.[9]
- Altes Postamt an der ul. Łukasiewicza Ignacego

## Einwohnerentwicklung
| Jahr | Einwohnerzahl | Anmerkungen |
| ---- | ------------- | --- |
| 1552 | ca. 800       | 170 Bürgerhäuser |
| 1600 | ca. 4000      | darunter 600 Bürger mit Häusern |
| 1756 | 598           | Zivilisten |
| 1766 | 965           | davon 926 Christen und 30 Juden |
| 1777 | 1156          | ohne die Garnison (über 1000 Mann), davon 1076 Christen und 80 Juden |
| 1782 | 1249          | davon 1137 Christen und 112 Juden |
| 1802 | 1457          | Zivilisten |
| 1816 | 1455          | ohne altes und neues Schloss (zusammen sieben Einwohner) |
| 1825 | 1604          | davon 335 Evangelische, 184 Juden |
| 1829 | 1973          | Zivileinwohner, ohne die Garnison (1300 Mann in drei Bataillonen des Regiments von Saß) |
| 1836 | 1968          | Zivilisten, ohne die 1835 sehr verringerte Garnisom (zwei Kompanien und Kader des 22. Landwehrregiments, insgesamt 214 Mann)                                                                                                |
| 1840 | 2871          | davon 689 Evangelische, 2000 Katholiken, 182 Juden |
| 1846 | 2515          | Zivilisten |
| 1855 | 2651          | darunter 511 Evangelische und 180 Juden |
| 1858 | 2628          | [ 4 ] |
| 1861 | 2851          | davon 475 Evangelische, 2195 Katholiken, 181 Juden |
| 1867 | 4420          | am 3. Dezember |
| 1871 | 4517          | mit der Garnison (ein Bataillon Landwehr Nr. 62, Artillerie), darunter 800 Evangelische und 100 Juden (600 Polen); nach anderen Angaben 4514 Einwohner (am 1. Dezember), davon 693 Evangelische, 3602 Katholiken, 219 Juden |
| 1890 | 5761          | davon 1500 Evangelische, 3997 Katholiken, 262 Juden (800 Polen) |
| 1900 | 7085          | mit der Garnison (zwei Bataillone Infanterie Nr. 62), meist Katholiken |
| 1910 | 7832          | [ 18 ] |
| 1933 | 10.766        | [ 17 ] |
| 1939 | 11.896        | davon 1272 Evangelische, 10.428 Katholike, neun sonstiger Christen, 24 Juden |

| Jahr | Einwohner |
| ---- | --------- |
| 1961 | 11.581    |
| 1970 | 13.300    |

## Söhne und Töchter der Stadt
- Nikolaus von Cosel (* um 1390), Minorit und Verfasser einer 1823 aufgefundenen Handschrift
- Marcus Anton Wittola (1736–1797), Theologe
- Friedrich von Vogel (1775–1846), preußischer Generalmajor
- Wilhelm von Doering, Generalleutnant
- Ferdinand von Reitzenstein (1838–1905), Reichstagsabgeordneter (Zentrum)
- Karl Kunze (1840–1895), Pädagoge und Herausgeber von Kunzes Kalender
- Theodor von Scheve (1851–1922), Schachspieler
- Max Grundey (1856–1946), Geologe und Fossiliensammler
- August Kirstein (1856–1939), österreichischer Architekt
- Arthur Nicolaier (1862–1942), Internist
- Bernhard von Hülsen (1865–1950), preußischer General
- Hugo Bund (eigentlich: Hugo Otczipka) (1867–1946), Philosoph
- Amanda Sonnenfels (eigentlich: Amanda Sonnenfeld) (1868–?), Schriftstellerin
- Georg Kaul (1873–1933), Fraktionsvorsitzender der SPD im hessischen Landtag
- Erna von Dobschütz (1876–1963), Porträtmalerin
- Georg Rasel (1882–1945), deutscher Maler, Grafiker und Zeichner
- Kurt Liese (1882–1945), deutscher General
- Moritz Hadda (1887–1942), jüdischer Architekt
- Heinrich Tischler (1892–1938), Maler
- Eberhard von Goetze (1893–1977), Konteradmiral der Kriegsmarine
- Irene Eisinger (1903–1994), Opernsängerin
- Heinrich Trierenberg (1913–2010), Dichter- und Verwaltungsjurist
- Heinz Losse (1920–2003), Internist und Hochschullehrer
- Georg Wahl (1920–2013), Oberbereiter der Spanischen Hofreitschule, Dressurreiter und -trainer
- Horst Scholtz (1924–2013), deutscher Politiker
- Gernot Schley (1937–2006), deutscher Filmemacher und Sachbuchautor
- Hanno von Graevenitz (1937–2007), deutscher Diplomat
- Ullrich Libor (* 1940), deutscher Olympiateilnehmer im Segeln
- Renata Al-Ghoul (* 1952), deutsche Wirtschaftsjuristin und Künstlerin
- Ewelina Firek (* 1968), Künstlerin
- Mathias Fischer (* 1971), Basketballspieler und -trainer
- Raphael Schäfer (* 1979), Fußballspieler 1. FC Nürnberg
- Josef Gröger (* 1930), Historiker, Träger des Bundesverdienstkreuzes[19]